# اضمحلال بيتا
اضمحلال بيتا أو تحلل بيتا أو تفكك بيتا أو بِلًى بيتائي ظاهرةُ نشاط إشعاعي لعناصرَ كثيرة تُشِعّ فيه أشعة بيتا. ثم اكتُشِف أن أشعة بيتا هذه إنما هي فيض من الإلكترونات تُشَعّ من الذرة نَواتها، ولما كان العنصر المصدر لتلك الإلكترونات يتحول في تلك العملية التلقائية إلى عنصر آخر يتلوه مباشرة في الجدول الدوري، توصلوا إلى حقيقة مصدر تلك الجسيمات، فهي تصدر من نَوَى تلك العناصر المشعة. وبزيادة الأبحاث اكتُشف نوعان لهذا التحلل:
- النوع الأول: يحدث لبعض العناصر غير المستقرة (ذات النشاط الإشعاعي) ويصدر من على متنها إلكترونات .
- والنوع الثاني: عناصر تطلق إلكترونات ذات شِحنة كهربية موجبة يسمى بوزيترون أو نقيض الإلكترون شِحنيًا (وكلمة بوزيترون تأتي من كلمتَي: positive electron) أي الإلكترون ذو الإشارة الموجبة، وهو الضديد العاكس للإلكترون العادي ذو الشحنة السالبة. ففي الحالتين كلتيهما يتحلل العنصر المـُصدر لتلك الجسيمات إما إلى عنصر آخر يتلوه مباشرة في الجدول الدوري في حالة إصداره إلكترونًا، أو يتحلل إلى عنصر قبله مباشرة في الجدول الدوري إذا أشع أو أطلق بوزيترونا. فالبوزيترون يساوي الإلكترون في كتلته وعزمه المِغزَلي (أي: عزم دورانه حول محوره كالمغزل الكمي الذي يحويه إلكترون ذو شحنة سالبة)، ويساويه أيضًا في مقدار شِحنته الكهربية، واختلافهما يكاد يقتصر على أن: الإلكترون سالب الشحنة، والبوزيترون موجب الشحنة.

## التحلل β−
في هذا التحلل لأحد العناصر يتحلل أحد نيوترونات النواة بواسطة التآثر الضعيف الذي يدخل فيه بوزون من نوع W− كعامل مساعد، فيتحلل النيوترون إلى بروتون وإلكترون (جسيم بيتا سالب) ونقيض نيوترينو إلكتروني.
{\displaystyle \mathrm {n} ^{0}\to \mathrm {p} ^{+}+\mathrm {e} ^{-}+{\overline {\nu }}_{e}}
وطبقا لقانون انحفاظ الشحنة الكهربائية نجد أن البروتون الناتج عن التحلل شحنته موجبة وهي تساوي تماما شحنة الإلكترون الناتج أيضا عن التحلل وبذلك تتعادل مجموع الشحنتين اللتين علي اليمين من المعادلة، وإلى اليسار من المعادلة نجد النيوترون وهو متعادل الشحنة الكهربية. بذلك يتحقق قانون احتفاظ الشحنة الكهربية. وكما على يمين المعادلة نجد انطلاق نقيض نيوترينو إلكتروني، وهو جسيم كتلته تقترب من الصفر، ولكنه أحد الأطراف الناتجة عن التحلل ويشارك البروتون والإلكترون في حمل الطاقة الناتجة عن التحلل والانطلاق بها خارج النواة وخارج الذرة. ويجدر هنا الإشارة إلى أن نوع التيوترينو المطلق من هذه العملية اسمه نقيض نيوترينو-الإلكترون، بسبب وجود ستة أنواع من النيوترينو، نكتفي هنا بذكر الجسيم المسمى نقيض نيوترينو الإلكترون، كما يسميه البعض (مضاد نيوترينو- الإلكترون).

شكل طبقا لاقتراح فينمان لتوضيح تحلل النيوترون إلى بروتون مع إطلاق نقيض نيوترينو-الإلكترون، في وجود بوزون W− كعامل مساعد.

صورة لظاهرة تحلل بيتا حيث يتحلل أحد نيوترونات النواة متحولا إلى بروتون ومطلقاً إلكترون ونيوترينو

- لا يزال عالم الذرة والجسيمات الأولية يحمل كثيرا من علامات الاستفهام، وطبقا لنظرية جديدة بدأت تأخذ مكانتها بين العلماء منذ 1980، نوضح تحلل التحلل بإصدار إلكترونا كما في الشكل. تقول النظرية الجديدة أن النيوترون مكون من ثلاثة جسيمات صغيرة اسمها كواركات وهم من نوع u,d,d. وأن البروتون هو الآخر مكون من ثلاثة أنواع أخرى من الكواركات، وهم كما في الشكل u,d,u. وأن ما يحدث خلال التحلل هو تحلل أحد كواركات النيوترون من نوع d إلي كوارك من نوع u مع إطلاق إلكترونا ونقيض نيوترينو-الإلكترون، فيصبح بروتونا. وهذا ما يوضحه الشكل على اليسار حيث تسير عملية التحلل من أسفل إلى أعلى.
- في الواقع يتحلل النيوترون الحر، أي الطليق غير محبوس داخل نواة ذرة، يتحلل خلال 15 دقيقة على النحو الموصوف أعلاه. ونفس هذه العملية يتبعها النيوترون عندما يتحلل وهو حبيس داخل نواة الذرة. وكل ما في الأمر أنه داخل النواة يستطيع التمتع بحياة أطول عنه من أن يكون حرا طليقا. ففي النواة يستطيع النيوترون العيش لمدة ملايين السنين أو أحيانا لمدة ثوان فقط، كل ذلك يعتمد على نوع العنصر الداخل في تكوينه.
- وكما توجد عناصر تتحلل بطرد الإلكترونات (جسيمات بيتا) توجد عناصر تتحلل بطرد البوزيترونات (جسيمات بيتا الموجبة الشحنة)، ونوضح ذلك في الآتي:

## تحلل β+
سنستعمل شكل فينمان الذي شرح لنا كيفية تحلل النيوترون إلي بروتون وإلكترون ونقيض نيوترينو-الإلكترون بوساطة أحد الجسيمات الثقيلة المسماة W−. في حالة التحلل بإصدار بوزيترونا (e+) لا بد من تواجد فائض من الطاقة في نواة الذرة تكفي لتكوين البوزيترون كتلته مساوية لكتلة الإلكترون (وهذا مثال لتحول الطاقة إلى كتلة بحسب علاقة أينشتاين التي تعطينا العلاقة بين الكتلة والطاقة E=mc2). ويتم هذا التحلل بواسطة بوزون ثقيل مع إطلاق نيوترينو-إلكترون :
{\displaystyle \mathrm {p} ^{+}+energy\to \mathrm {n} ^{0}+\mathrm {e} ^{+}+\ {\nu }_{e}}
ويلاحظ هنا أن التحلل بإطلاق البوزيترون ليس كالتحلل بإطلاق الإلكترون، لأن البروتون أخف من النيوترون ولابد من تواجد طاقة كافية لتوليد البوزيترون، وهذه الطاقة تـُستمد من نواة الذرية. وبدونها لا يمكن تحول البروتون إلى نيوترون.
تلك الطاقة الزائدة المحتجزة في النواة تعمل على تحول البروتون إلى نيوترون وتوليد البوزيترون ونيوترينو-الإلكترون وإعطائهم طاقة الحركة التي ينطلقان بها خارج الذرة.

## التقاط K
K في البناء الذري هو الغلاف الأول والأقرب إلى النواة، ويدور فيه اثنان من الإلكترونات، ويحدث أحيانا أن تلتقط النواة ذات الشحنة الموجبة أحد تلك الإلكترونات التي تدور حولها بفعل القوة الإلكتروستاتية. فيتعادل هذا الإلكترون مع أحد البروتونات في النواة مكوناً نيوتروناً، وبذلك ينخفض عدد البروتونات الموجودة في النواة بمقدار بروتون واحد، ويزيد عدد النيوترونات بنيوترون واحد، ويتحول العنصر إلى عنصر آخر قبله طبقاً للترتيب الدوري للعناصر، ويحتفظ مع ذلك بوزنه الذري، حينما ينهار أحد إلكترونات الغلاف Kعلى النواة يصبح مكانه فارغاً وتصبح الذرة في حالة إثارة، ويمكنها النزول إلى الحالة الأرضية المستقرة عن طريق أن يقفز أحد إلكترونات الغلاف الخارجي للذرة ليشغل الفراغ في الغلاف K وتستقر الذرة مع إصدارها لطاقة تساوي الفرق بين طاقة الغلاف الخارجي وطاقة الغلاف K. وتظهر تلك الطاقة على هيئة شعاع كهرومغناطيسي من الأشعة السينية، تكون طاقته عادة عشرات eV وهذه أضعف كثيرا من أشعة غاما التي تنتج أثناء التحلل بيتا، والتي تنتجها النواة. هذا هو التقاط إلكترون K، كما يمكن أن يحدث أن تلتقط النواة إلكترونا من الغلاف L، فتسمى عملية تحول العنصر إلى عنصر آخر في هذا الحالة التقاط L.

صورة لظاهرة تحلل البيتا

## دورة الكربون والنيتروجين والأكسجين (CNO)
هذه دورة من الدورات التي تحدث في الشمس والتي تتولد خلالها عناصر مختلفة أثقل من الهيدروجين، ويحدث ذلك بمساعدة تحلل البيتا. من ناحية المبدأ يمكن تنفيذ تلك الدورة في معمل الفيزياء.
وهي تتضمن تحول الكربون إلى النيتروجين إلى الأكسجين ثم إلى الكربون ثانيا في دورة مستمرة، وتحتوي علي عمليتين للتحلل بيتا نريد توضيحهما هنا وهما علي يمين الشكل وعلى يساره :
نبدأ الدورة من أعلى حيث يتحول الكربون-12 (C-12) بسبب اصطدامه بأحد البروتونات H-1 ويتحد معه مـُصدرا شعاع غاما ويصبح ذرة نيتروجين N-13. يتحول هذا النيتروجين-13 إلى الكربون-13 بإطلاق بوزيترون ونيوترنو (وهذا هو التحلل بيتا الأول في هذه الدورة). ثم يدخل الكربون-13 في تفاعل نووي مع أحد البروتونات H-1 (على يمين الشكل) ويتحول إلى نيتروجين-14 مع إطلاق شعاع غاما. ويصطدم النيتروجين-14 ببروتون H-1 ويتفاعل معه ويصبح أكسجين-15 ويطلق شعاع غاما. علي شمال الشكل نجد تحلل بيتا الثاني حيث يتحلل أحد البروتونات في الأكسجين-15 (O-15) إلى نيتروجين-15 ويطلق بوزيترونا ونيوترنو، ثم يدخل النيتروجين-15 في تفاعل مع بروتون أخرا H-1 وينتج عن التفاعل نواة الهيليوم He-4 وكربون-13.
ويحدث في الشمس العديد مثل تلك الدورة مع عناصر أخرى، فالشمس ما هي إلا مفاعل نووي كبير، يندمج فيه الهيدروجين إلى هيليوم ثم إلى عناصر ثقيلة. والشمس ماهي إلا مطبخ للعناصر والوقود فيها هو الهيدروجين.